# Vojakkala
Vojakkala – wieś w Finlandii, w rejonie Kanta-Häme, w gminie Loppi.